# 음력 1월 10일
음력 1월 10일은 음력 1월의 10번째 날이다.

## 사건
- 1894년 - 전봉준의 지휘 아래 농민들이 고부성을 점령하다.

## 문화
- 1974년 - 한국방송협회 창립.
- 2012년 - MBC 게임이 MBC 뮤직으로 재개국.

## 탄생
- 1875년 - 일제 강점기의 독립 운동가 노백린.
- 1956년 - 대한민국의 가수 장현.
- 1977년 - 대한민국의 배우 지성.
- 1991년 - 대한민국의 배우 나혜미.
- 1992년 - 대한민국의 인터넷 방송인 진용진.

## 사망
- 2010년 - 대한민국의 코미디언 배삼룡.

## 같이 보기
- 음력 360일: 1월 2월 3월 4월 5월 6월 7월 8월 9월 10월 11월 12월
- 전날:1월 9일 다음날:1월 11일 - 전달:12월 10일 다음달:2월 10일
- 양력:1월 10일
- 음력, 윤달